# Lucius Saenius
Lucius Saenius (Balbinus?) war ein römischer Politiker und Senator.
Saenius war wohl der Sohn eines gleichnamigen Senators, einen höheren senatorischen Posten hatte dieser aber wohl nicht bekleidet. Er galt als einer der Männer, die Octavian alles verdankten und sich von ihm als Werkzeug gebrauchen ließen. Im Jahr 30 v. Chr. wurde Saenius Suffektkonsul. Mit seinem Namen ist die Lex Saenia verbunden, durch die Augustus plebejische Familien in den Patrizierstand aufnehmen konnte.